# Steven Cole
Steven Cole (Liverpool, 18 marzo 1982) è un attore britannico.

## Carriera
Cresciuto a Sefton Park, sobborgo di Liverpool, Cole ha iniziato giovanissimo a studiare recitazione. Esordisce in televisione interpretando il personaggio ricorrente di Leo Johnson in 184 episodi della soap opera inglese Brookside dal 1996 al 2001. Nel 2012 interpreta il ruolo del dothraki Kovarro nella seconda stagione della serie HBO Il Trono di Spade (Game of Thrones).

## Filmografia

### Cinema
- One Way Love, regia di Chase Johnston-Lynch (2005)

### Televisione
- Brookside – soap opera, 184 episodi (1996-2001)
- Doctors – serie TV, 1 episodio (2003)
- Mersey Beat – serie TV, 1 episodio (2003)
- Il Trono di Spade (Game of Thrones) – serie TV, stagione 2, 8 episodi (2012)
- Delitti in Paradiso (Death in Paradise) – serie TV, 1 episodio (2014)